# National Assembly Football Club
Le National Assembly Football Club est un club de football zambien basé à Lusaka.

## Histoire
Le club participe à de nombreuses reprises au championnat de première division.